# Bonnie Brandon
Bonnie Brandon (28 december 1993) is een Amerikaanse zwemster.

## Carrière
Bij haar internationale debuut, op de Pan-Amerikaanse Spelen 2011 in Guadalajara, veroverde Brandon de zilveren medaille op de 200 meter rugslag.
Op de wereldkampioenschappen kortebaanzwemmen 2012 in Istanboel sleepte de Amerikaanse de zilveren medaille in de wacht op de 200 meter rugslag.

## Internationale toernooien
| Jaar | Olympische Spelen | WK langebaan  | WK kortebaan  | PanPacs       | Pan-Ams       |
| ---- | ----------------- | ------------- | ------------- | ------------- | ------------- |
| 2011 |                   | geen deelname |               |               | 200m rugslag  |
| 2012 | geen deelname     |               | 200m rugslag  |               |               |
| 2013 |                   | geen deelname |               |               |               |
| 2014 |                   |               | geen deelname | geen deelname |               |
| 2015 |                   | geen deelname |               |               | geen deelname |
| 2016 | geen deelname     |               | geen deelname |               |               |

## Persoonlijke records

### Kortebaan
| Afstand      | Tijd    | Datum            | Plaats    |
| ------------ | ------- | ---------------- | --------- |
| 200m rugslag | 2.03,19 | 14 december 2012 | Istanboel |

### Langebaan
| Afstand      | Tijd    | Datum        | Plaats |
| ------------ | ------- | ------------ | ------ |
| 100m rugslag | 1.00,76 | 26 juni 2012 | Omaha  |
| 200m rugslag | 2.09,03 | 30 juni 2012 | Omaha  |